# Zhang Ping (Escriptor)
Zhang Ping (xinès simplificat: 张平) (Comtat de Xingjiang - 1953) polític, editor i escriptor xinès. Premi Mao Dun de Literatura de l'any 2000 per la seva obra 抉择, traduïda a lànglès com The Choice, o Decision. Ha desenvolupat la major part de la seva carrera política i literària a la província de Shanxi.

## Biografia
Zhang Ping va néixer el novembre de 1953 al comtat de Xingjiang, província de Shanxi (Xina).
Els primers estudis els va fer a escoles del districte de Yuencheng a la província de Shanxi. Després va estudiar a la Universitat Normal de Shanxi, on es va graduar el 1982, especialitzant-se en llengua xinesa al Departament de Llengua i Cultura Xinesa.
Durant un temps va exercir de professor a l'escola Dongjie al comtat de Xinjiang, Shanxi.

### Carrera política
El 1986 es va unir Zhang va unir a la Lliga Democràtica de la Xina, on va ser-ne el vicepresident el períodes del 2002 al 2008 i el 2017 va ser reelegit.
Del 2008 al 2013 ha ocupat el càrrec de Vicegovernador del Govern Popular Provincial de Shanxi.
Membre del 9è, 10è i 11è Comitè Central del Partit Comunista Xinès.

### Carrera literària
Zhang va començar a publicar obres el 1981 i el 1985 va entrar a l'Associació d'Escriptors de la Xina, on ha ocupat diversos càrrecs directius.
De 1982 a 1986, Zhang va treballar com a editor a Pingyang Literature and Art (平阳文艺) de la Federació de Cercles Literaris i Artístics al districte de Linfen, província de Shanxi.
Ha rebut molts premis de caracter oficial,com el 7è Premi Nacional de Contes Breus Excel·lents, el primer Premi de Literatura Shanxi Zhao Shuli, el 6è Premi de Literatura Zhuang Chongwen, el 5è Premi de Literatura Contradictòria. i el "Five One Project Award atorgat pel "Central Propaganda Departament".

## Obres destacades
- 2000: 抉择 (The Choice)
- 天网 (Skynet)
- 凶犯 (The Murderer) Adaptada al cinema amb el títol de "Tengu/ The Forest Gang" i guanyadora de diversos premis com el Gran Premi del Jurat del Festival Internacional de Cinema de Xangai de l'any 2006.[5]
- 少男少女 (Boys and Girls)
- 十面埋伏 (Ambush From All Sides)
- 国家干部 (National Cadre)
- 2018: 重新生活 (Living Again)
- 重新生活 (Re-Life)
- 2020: 生死守护 (Guardian of Life and Death)